# 旋风
旋风（whirlwind）又名旋转风，是指气流绕圆心旋转且同时移动而形成的螺旋状风，此术语是對氣旋四周風向的一種描述。旋风的形成多由于某处气压骤然降低，而周围空气向该处极速涌入造成。
旋风常受地球自转影响，在北半球为逆時針方向，南半球为順時針方向。其用法不限於熱帶氣旋，可用於熱帶擾動及溫帶氣旋。